# 시마오역
시마오역(일본어: 島尾駅)은 일본 도야마현 히미시에 위치한 서일본 여객철도 히미선의 철도역이다. 단선 승강장 1면 1선의 구조를 갖춘 지상역이다.

## 이용 현황
| 승차 인원 추이 | 승차 인원 추이 |
| 연도           | 1일 평균       |
| -------------- | -------------- |
| 2004           | 239            |
| 2005           | 219            |
| 2006           | 194            |
| 2007           | 196            |
| 2008           | 192            |
| 2009           | 188            |
| 2010           | 195            |
| 2011           | 191            |
| 2012           | 202            |
| 2013           | 198            |

## 역 주변
- 국도 제415호선
- 시마오 해수욕장

## 역사
- 1912년
  - 4월 5일 : 주에쓰 철도가 후시키 역부터 연장해, 그 종착역으로서 개업. 여객 및 화물 취급 개시.
  - 9월 19일 : 주에쓰 철도가 히미 역까지 연장해, 중간역으로 전환.
- 1920년 9월 1일 : 주에쓰 철도 국유화에 의해, 일본 철도성 히미케이벤 선의 역이 됨.
- 1922년 9월 2일 : 게이벤철도 법 폐지에 의해, 히미케이벤 선이 히미 선으로 개칭되어, 이 역도 그 소속으로 함.
- 1960년 8월 1일 : 화물 취급 폐지.
- 1987년 4월 1일 : 일본국유철도 분할 민영화에 의해, 서일본 여객철도가 승계.
- 1990년 2월 : 거기까지의 목조 역사에 대신해 현재의 간이 역사가 신축됨.

## 인접 역
| 히미선                   | 히미선    | 히미선         |
| ------------------------ | --------- | -------------- |
| 아마하라시 다카오카 방면 | ■ 히미 선 | 히미 히미 방면 |